# Пантусов Микола Миколайович
Микола Миколайович Пантусов (рос. Николай Николаевич Пантусов; 11 травня 1849, Миколаїв — 11 червня 1909, Миколаїв) — сходознавець широкого профілю, археолог, історик, лінгвіст, нумізмат, етнограф.

## Біографія
Микола Миколайович Пантусов народився в місті Миколаєві Херсонської губернії. 1871 закінчив факультет східних мов Петербурзького університету за арабсько-персько-турецько-татарською спеціалізацією. Навчався у відомого професора В. В. Григор'єва. Пізніше викладав в Одеському Рішельєвському ліцеї, де написав свою магістерську дисертацію про ярлики, які хани Золотої Орди видавали російському духовенству. Отримавши золоту медаль за дипломний твір про географічну літературу арабів, Микола Пантусов мав право залишитися в університеті для підготовки до професорського звання на кафедрі історії Сходу, але він віддав перевагу службі в Туркестанському краї, де протягом 36 років поєднував службу чиновника з науковими заняттями. З 1874 протягом більше 30-ти років жив у місті Вєрний (нині Алмати). Обіймав відповідальні посади в Семирічинському обласному правлінні, керував роботою адміністративних комісій, з'їздів казахських біїв, навчальних закладів, бібліотек, друкарень, був членом Туркестанського і Семирічинського статистичних комітетів. У 1880-ті роки був начальником Кульджинської канцелярії, де став засновником школи перекладачів з тюркських мов. У 1889 році М. М. Пантусов став дійсним членом Московського археологічного товариства, а в 1895 був обраний членом-кореспондентом Імператорської археологічної комісії.
За рік до смерті Микола Миколайович повернувся до Миколаєва, де і помер. Після його смерті у нього залишилась велика кількість неопублікованих цінних наукових матеріалів. Похований в родинному склепі Пантусових в Миколаївському некрополі.

## Наукова діяльність
Микола Миколайович Пантусов вивчав археологію, етнографію, фольклористику та географію Семирічинського краю, а також узбецьку, казахську та інші мови. Дуже цікавився історією і побутом народів Центральної Азії, питаннями нумізматики, вивченням східних рукописів. Опублікував «Материалы к изучению казак-киргизского наречия», до яких увійшли казахські прислів'я, казки, пісні, повір'я, видав текст легенди «Кози Корпеш і Баян сулу», описав могилу героїв, а також могилу Ч. Валіханова, частково описав архів кокандських ханів. За працю про пісні таранчей М. М. Пантусов був нагороджений малою золотою медаллю Російського географічного товариства.
Особливий інтерес Пантусов виявляв до вивчення наскельних малюнків і написів, до їх розшифровки. Проводив розкопки курганів: двох на правому березі річки Веснівка і одного між річками Карасу і Велика Алматинка.
Пантусов — автор досліджень: «Археологічна поїздка в Семирічинську область», «Місто Алмалик і мазар Туглук-Темурхана», «Нотатки про старожитності Семирічинської області» та ін. Він також є одним з перших видавців збірок зразків народної творчості сучасних уйгурів.
Його заслуга перед тюркським мовознавством полягає в публікації зразків таранчийського діалекту новоуйгурської мови і зразків казахської і узбецької мов.
У 1898 р з ініціативи Пантусова був утворений Семирічинський обласний музей, основу якого склали його археологічно-етнографічні колекції, що увійшли до складу колекцій Центрального Державного музею Республіки Казахстан. В археології його ім'я широко відоме у зв'язку з відкриттям і вивченням в Семиріччі християнських кладовищ з кам'яними надгробками. Зокрема, в археологічних фондах музею зберігається колекція надгробних каменів з хрестами та сирійськими написами з древнього несторіанського кладовища, яке розташоване поблизу Бішкеку, і відносяться до 9-13 століть.